# Воронівка (Самар)
Вороні́вка (у минулому — Черне́чне) — історична місцевість у Самарі, колишнє самостійне поселення та передмістя міста.

## Назва
Скоріш за все, назва поселення походить від розповсюдженого козацького прізвища Вороний, яке міг носити його ймовірний засновник.

## Історія

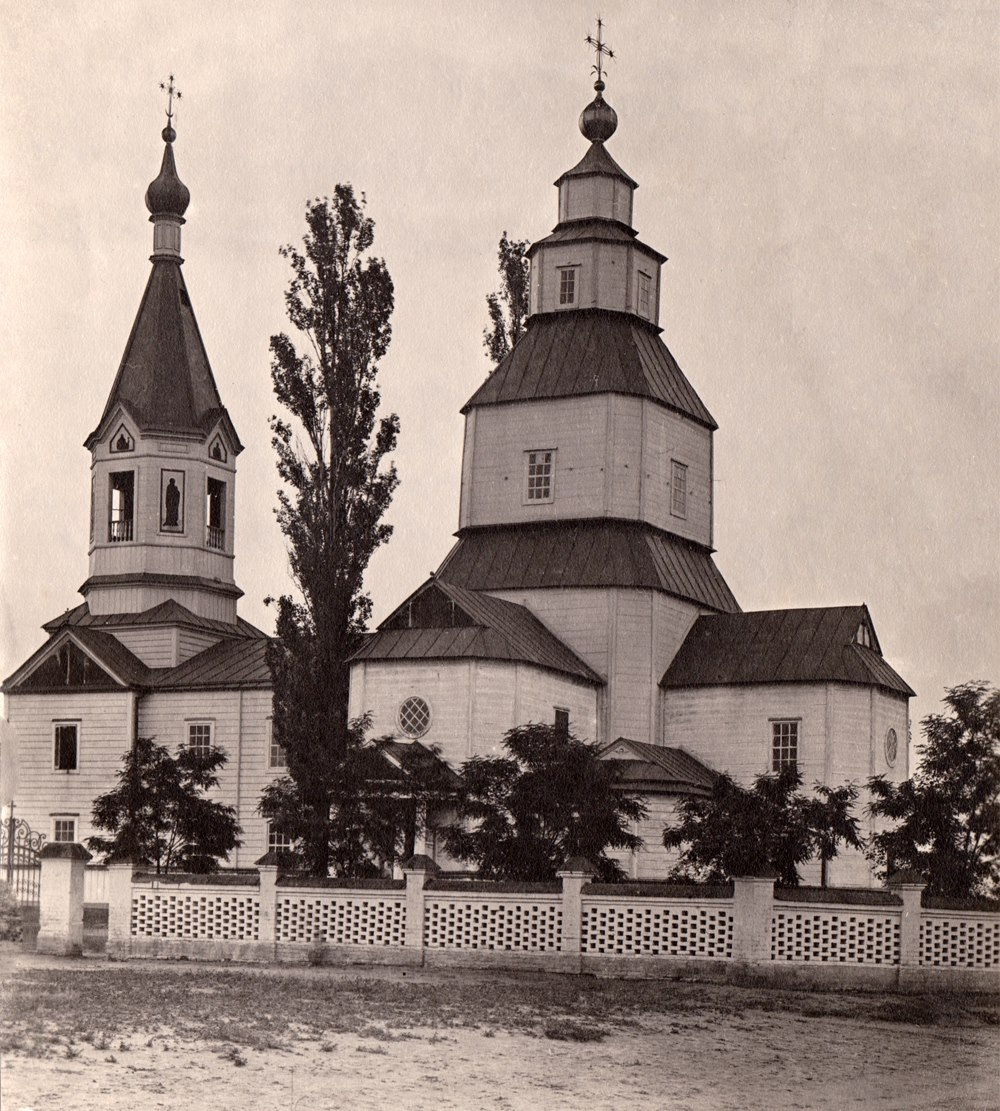
Воронівська церква

Місцевість Воронівки є такою ж заселеною за давністю, як і місцевість Паланки у Самарі. Від початку носило назву Чернечне село (від слова чернець), що свідчить про підпорядкованість поселення сусідньому Самарському монастирю. Чернечне було офіційною назвою для поселення до кінця козацького устрою на території Присамар'я.
Перший раз як Новоселицька Воронівка згадується в архіві Коша Запорізької Січі в 1760 році, що свідчить про назву Воронівка для населення як народної та тісну прив'язку поселення до Самарі — центру Самарської паланки.
Село розташовувалося на важливому місцевому торговельному Злодійському шляху та біля паланкового центру, що спонукало його розвиток та швидке зростання. У цей час мало перевіз на місці теперішнього залізничного моста через Самару.
Після знищення Запорізької Січі та ліквідації її вольностей стає офіційним передмістям Новоселиці.
У 1798 році на території теперішнього Самарівського ПТУ була збудована дерев'яна Успенська церква, що свідчить про тодішню заможність передмістя.
До Першої світової війни бельгійці спланували побудувати міднопрокатний завод на краю Воронівки, проте Жовтневий переворот перекреслив їх плани.
За Радянської окупації України переживає Голодомор, Безбожну п'ятирічку та Сталінські репресії.
У 1946 році сільська рада Воронівки була ліквідована і поселення увійшло до складу Новомосковська.

## Територія

Межі Воронівки зазначені цифрою «2»

### Межі
Південна межа місцевості проходить по вулиці Гідності, західна — по вулиці Зінаїди Білої, східна — по річці Самарі та вулиці Гетьманській, а північна — по адміністративній межі міста.

### Частини
До складу Воронівки також відносяться:
- Ковалівка — місцевість на південному заході Воронівки. Заселена та забудована наприкінці XVIII — початку XIX століттях. Має поділ на квартали: Велика Ковалівка, Мала Ковалівка, Шості будинки та Ромині двори;
- Корея — місцевість на північному заході Воронівки. Заселена та забудована навколо найстарішого міського кладовища у другій половині XX століття.